# Karpowskoje (rejon mieżdurieczeński)
Karpowskoje (ros. Карповское) – wieś w Rosji, w rejonie mieżdurieczeńskim obwodu wołogodzkiego. W 2010 r. liczyła 13 mieszkańców.